# 莫索爾
莫索爾 （1933年6月21日—2025年3月19日），西班牙华人記者、作家。

## 生平
1933年6月21日出生於江蘇南京市，祖籍南京市。莫索爾的父親莫鈞，號治平，民前十年生，廿餘歲時響應國民革命浪潮。投筆從戎，進入黃埔軍校，四期畢業。參與北伐抗日大業，積勞成疾，不幸於民國卅二年九月病逝於湖南洪橋，去世時官階為陸軍上校。莫索爾的母親張一敏，民國元年生，中學程度，曾任小學教員。 
1949年大陸變色，莫索爾隨遺族學校到臺灣，兩岸斷絕。他1962年考取教育部招考之西班牙獎學金，於1963年初抵馬德里就讀马德里康普顿斯大学文學院博士班，自此居留國外。莫索爾曾任國建會西班牙分會會長, 西班牙和平民主聯盟理事長, 歐洲華文作家協會會長。
莫索爾於2025年3月19日在西班牙逝世。

## 寫作
1966年莫索爾應聘擔任中央通訊社住馬德里記者，後升任特派員，1987年中央社派莫索爾前往阿根廷擔任特派員，一住三年，1990年提前自中央社退休返回馬德里，擔任中央日報駐歐撰述，不時撰寫歐洲政情分析或文藝評述等雜文。